# Claudia Scampoli
Claudia Scampoli (Vasto, 5 de abril de 2000) es una jugadora de voleibol de playa italiana.

## Carrera
Con Anna Piccoli, Scampoli alcanzó los cuartos de final en el Campeonato de Europa Sub-18 en Brno en 2016 y en el campeonato sub-20 en Vulcano en 2017. En el Campeonato de Europa Sub-18 en Kazán mejoró en un lugar su resultado del año anterior. Su socia era Chiara Mason. En 2018, Claudia Scampoli y Nicol Bertozzi ganaron la medalla de plata en los Juegos Olímpicos de la Juventud en Buenos Aires y un año después los dos italianos alcanzaron las semifinales del Campeonato de Europa U20 en Gotemburgo. Scampoli logró el noveno puesto con diferentes socios en los siguientes tres Campeonatos de Europa sub-22. En Antalya 2019 comenzó con Dalila Varrassi, en Esmirna 2020 con Chiara They y en 2021 compitió con Valentina Gottardi en Baden.

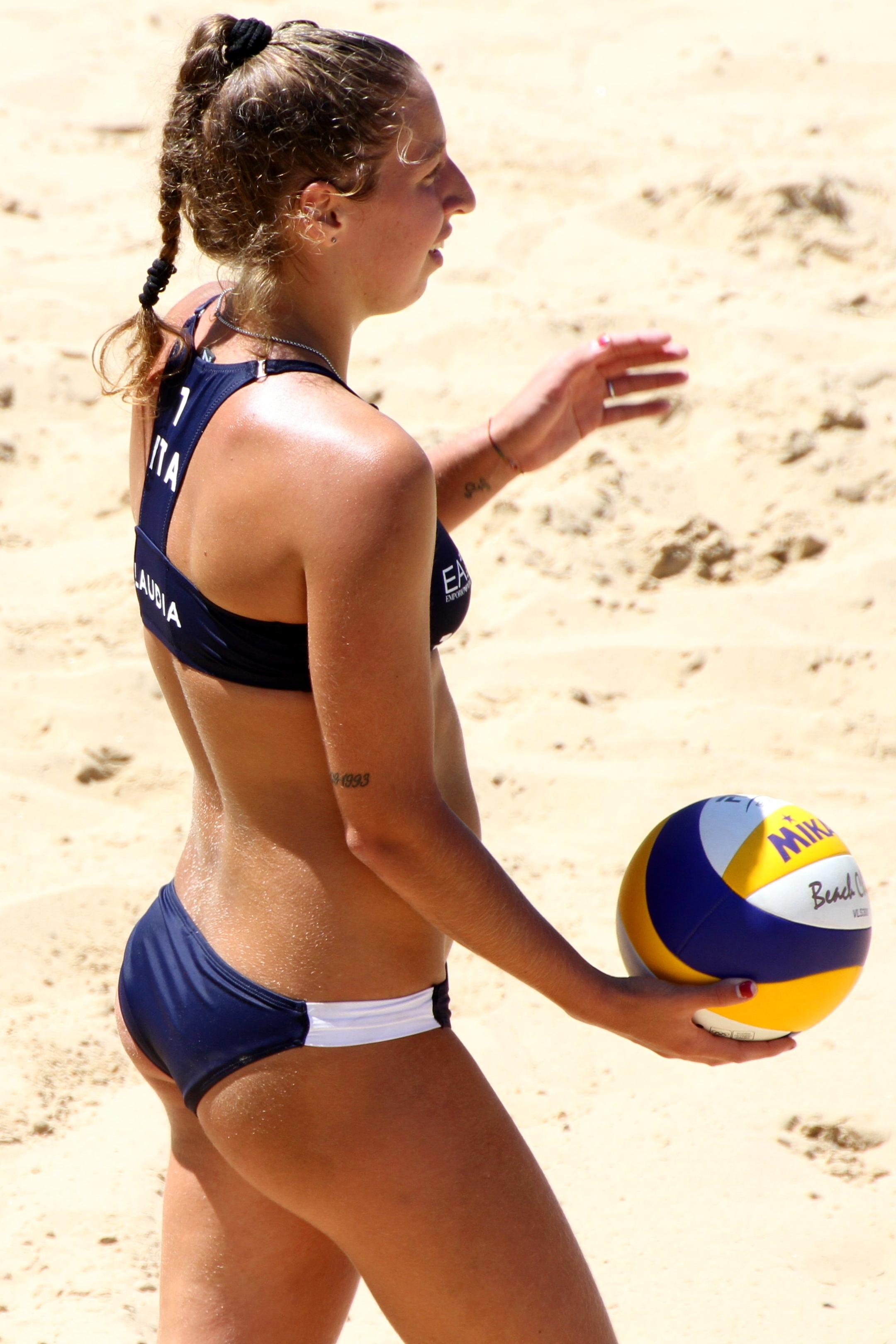
Scampoli en los Juegos Olímpicos de la Juventud en Buenos Aires en 2018.

En la categoría sénior, Scampoli y Alice Gradini  ocuparon el cuarto lugar en el torneo de 2 estrellas de Agadir en 2018, y en la final del World Tour un año después en Roma, ella y Claudia Puccinelli terminaron vigésimo quintas. En la capital italiana también logró su mayor éxito hasta la fecha cuando ella y Margherita Bianchin quedaron terceras en el grupo del Mundial de Vóley Playa de 2022 y derrotaron a los chilenas Rivas Zapata y Chris en tres sets en la ronda del perdedor afortunado. En la primera ronda principal, las atletas italianas lograron una victoria sobre las hermanas gemelas canadienses Megan y Nicole McNamara. Después de perder ante sus compatriotas italianos Menegatti / Gottardi en octavos de final, Scampoli y Bianchin terminaron empatados en el noveno lugar en la final. En el Campeonato de Europa de Múnich, Bianchin y Scampoli perdieron su primer partido de la fase de grupos contra las eslovenas Tjaša Kotnik y Tajda Lovšin, tras lo cual se clasificaron para la primera ronda principal con una victoria sobre las austriacas Dorina y Ronja Klinger. Allí derrotaron a las alemanas Cinja Tillmann y Svenja Müller en tres sets antes de perder ante las otras alemanas Julia Sude y Karla Borger. Las atletas italianas alcanzaron el mismo puesto que en el Campeonato del Mundo.